# The Garfield Show
The Garfield Show is een Amerikaanse-Franse computeranimatieserie, gebaseerd op de stripreeks Garfield. Het is de tweede animatieserie gebaseerd op deze strip.
De serie debuteerde in Verenigde Staten in november 2009 op de zender Cartoon Network. Engelstalige afleveringen zijn sinds 8 mei 2010 te zien op Boomerang. De serie zal vanaf eind 2010 ook in de Verenigde Staten te zien zijn.
De serie is mede geproduceerd door Garfield-bedenker Jim Davis. De regie is grotendeels in handen van Mark Evanier, die ook meeschreef aan de serie Garfield and Friends. De serie wordt geproduceerd door de studio’ s Dargaurd Media, Ellipsanime Productions, Ellipse Films, Dreamwall, Mediatoon, en Citel Video.

## Plot
De serie focust zich vooral op Garfield’s doorsnee bezigheden, welke worden gekenmerkt door zijn vraatzucht en luiheid. Hij komt geregeld in bizarre situaties terecht, meestal als gevolg van zijn liefde voor lasagne.
Garfield woont bij Jon Arbuckle en de hond Odie in een vrijstaand huis. De serie heeft een slapstickachtige opzet. Ook de personages Nermal, Liz en Pooky doen geregeld mee in de serie.

## Afleveringen
Elke aflevering bestaat uit twee subafleveringen:
1. "Pasta Wars"/"A Game Of Cat And Mouse"
2. "Perfect Pizza"/"Mother Garfield"
3. "Pup In The Pound"/"Odie In Love"
4. "Not So Sweet Sound Of Music"/"Turkey Trouble"
5. "Cat Nap"/"Agent X"
6. "Orange And Black"/"Freaky Monday"
7. "King Nermal"/"Desperately Seeking Pooky"
8. "Curse Of The Were-Dog"/"Meet The Parents"
9. "Down On The Farm"/"The Pet Show"
10. "Pet Matchers"/"Lucky Charm"
11. "Bone Diggers"/"The Robot"
12. "High Scale"/"Jon's Night Out"
13. "Curse of the Cat People"/"Glenda and Odessa"

## Nederlandse Stemmen
- Garfield: Han Oldigs
- Jon Arbuckle: Paul Disbergen
- Harry: Johnny Kraaijkamp jr.
- Nermal: Jurjen van Loon
- Luca: Leo Richardson
- Arlene: Donna Vrijhof
- Herman Post: Jan Nonhof
- Esmeralda Brubaker: Maria Lindes